# Les Châteaux en Californie
Les Châteaux en Californie ou Pierre qui roule n'amasse pas mousse est une comédie-proverbe en un acte, écrite par Jules Verne, avec la collaboration de Pitre-Chevalier, qui ne fut jamais représentée du vivant de l'auteur, mais dont le texte parut dans le Musée des familles en juin 1852 (tome 9 - seconde série (1851-1852), p. 257-271).

## Résumé de l'intrigue
M. Dubourg est parti en Californie depuis trois ans pour faire fortune. Sa fille, Henriette, est amoureuse d'Henri Frémont. Mais Mme Dubourg souhaite lui voir épouser un prétendant riche, Alexis de Salsificof, en fait faux prince russe. Dubourg revient riche à millions, mais se déguise en clochard pour faire une surprise à sa famille. Au même moment, le banquier auquel Dubourg a confié sa fortune, fait faillite. Après l'opulence, le père d'Henriette se retrouve sans le sou... 

## Personnages
- M. Dubourg, architecte entrepreneur
- Henri Frémont, commis négociant
- Alexis
- Mme Dubourg
- Henriette Dubourg, fille de M. Dubourg
- Marguerite et Paul, enfants de M. Dubourg
- Catherine, cuisinière
- Clara, fille de Catherine
- Modiste, couturière, tapissier, porteur d'eau.

## Éditions
- Internet Archive https://archive.org/details/chateauxencalifornie

Édition moderne de la pièce :
- Marc Soriano, in Portrait de l'artiste jeune. Gallimard. 1978.